# Ar-Men, l'enfer des enfers
Pour les articles homonymes, voir Ar Men (homonymie).
Ar-Men, l'enfer des enfers est un album de bande dessinée réalisé par Emmanuel Lepage et publié en 2017. Il conte l'histoire du célèbre phare d'Ar-Men au large de l'île de Sein, à travers les mythes et légendes régionaux, les difficultés des constructeurs, le vécu des derniers gardiens.

## Résumé
Le fameux phare d'Ar-Men, au bout de la chaussée de Sein, à l'ouest de la Bretagne, est tenu par trois gardiens qui se relayent en binômes. L'un des gardiens expose ses états d'âme et raconte l'histoire du phare en plusieurs récits croisés où se mêlent ses propres phantasmes, les mythes et légendes antiques de la ville d'Ys, les tribulations des marins, la longue épopée de la construction du phare, la vie quotidienne des gardiens, jusqu'aux automatismes modernes.

## Accueil critique
Selon A. Pernoud, « Lepage sort une nouvelle fois le grand jeu et offre un impressionnant récital iodé. Le résultat est tout bonnement grandiose ! » Il ajoute que c'est une « œuvre totalement aboutie » où « Emmanuel Lepage réalise là un véritable tour de force dessiné ».
Pour Lise Lamarche dans Actua BD, c'est une « lecture passionnante et pleine de poésie aux dessins époustouflants, où les récits s’entrelacent pour écrire celui de cette roche qui est à la fois refuge, prison et rempart : Ar-Men ».
Sur Planète BD, Guillaume Garcia-Mora estime que « le scénario mélange avec délice des faits réels, de la fiction et des mythes », et que « le dessin est sublimé par une très belle colorisation à l'aquarelle. L'attitude de la mer est décortiquée, parfois calme et apaisante, parfois bouillonnante et violente ».
L'album reçoit le Grand prix de la bande dessinée bretonne au festival de Quimper.

## Éditions
- Ar-Men, l'enfer des enfers, texte et dessins d'Emmanuel Lepage, Futuropolis, novembre 2017, 88 pages  (ISBN 978-2-7548-2336-4).